# Limosina meruina
Limosina meruina är en tvåvingeart som först beskrevs av Richards 1965.  Limosina meruina ingår i släktet Limosina och familjen hoppflugor.
Artens utbredningsområde är Tanzania. Inga underarter finns listade i Catalogue of Life.